# Kálium-kromát
A kálium-kromát (képlete K2CrO4) egy szervetlen vegyület, a krómsav káliumsójának tekinthető. Citromsárga színű, rombos szerkezetű kristályokat alkot. Jól oldódik vízben, 100 g vízben 20 °C-on 63 g, 100 °C-on 87 g oldódik fel. Alkoholban oldhatatlan. A vegyület vizes oldata enyhén lúgos kémhatású. Az oldat íze fémes, fanyar. Mérgező vegyület.

## Élettani hatása
Mérgező. A bőrön fekélyeket okozhat. Karcinogén és mutagén hatású.

## Előállítása
A kálium-kromát kálium-dikromátból állítható elő. Ennek az oldatához kálium-karbonátot adnak, amíg meg nem szűnik a gázfejlődés.
{\displaystyle \mathrm {K_{2}Cr_{2}O_{7}+K_{2}CO_{3}\rightarrow 2\ K_{2}CrO_{4}+CO_{2}} }
Az ipari előállítása krómvaskőből indul ki. Ezt porítják, kálium-karbonát és mészkő porával keverik, majd levegőn hevítik. A kálium-kromátot kálium-karbonát oldattal kilúgozzák, majd az oldatot bepárolják.
Ha nátrium-karbonátot használunk ugyanezzel a módszerrel nátrium-kromátot nyerhetünk.

## Felhasználása
Más krómvegyületek és krómtartalmú pigmentek előállítására használják. Az analitikai kémiában vegyszerként alkalmazzák, illetve indikátornak használják az ezüst térfogatos meghatározásakor.